# Schmölln-Putzkau
Schmölln-Putzkau è un comune di 3.285 abitanti della Sassonia, in Germania.
Appartiene al circondario (Landkreis) di Bautzen (targa BZ).